# Filmkamera
Als Filmkamera bezeichnet man eine fotografische Apparatur, vor allem in der Kinematografie, die
1. in rascher Folge beliebig viele fotografische Bilder auf einen perforierten fotografischen Film belichtet. Im Gegensatz zu einer Stehbildkamera (siehe Fotoapparat), die der Aufnahme einzelner Bilder dient, oder zur Digitalen Kino-Kamera, die auf elektronische Speicher aufzeichnet, nimmt die Laufbildkamera (Filmkamera) mittels eines Filmantriebes Reihen von Einzelbildern auf Film auf, die später mit einem Filmprojektor als Bewegte Bilder (Laufbildprojektion oder Filmprojektion genannt[1]) vorgeführt werden können (vgl. Kino#Projektion).
2. fotografische Einzelbilder auf einen fotografischen Film belichtet; diese mittlerweile veraltete Bezeichnung grenzte einst die Rollfilm-Kamera von der Plattenkamera ab, die bis etwa in die 1930er Jahre die dominierende fotografische Aufnahmetechnik darstellte, siehe Fotoapparat.

Die Filmkamera belichtet auf einen (perforierten) fotografischen Film. Im Gegensatz hierzu unterscheidet man analoge Kameras wie Videokamera und Videocamcorder, die auf einen magnetischen Träger aufzeichnen (Elektronische Kamera), und die digitale Kamera, wie etwa der heutige digitale Camcorder, der digital auf Magnetband oder elektronische Speicher aufzeichnet, sowie alle Erscheinungsformen von Digitalkameras, die auf elektronische Speicherkarten auch bewegte Bilder mit Ton aufnehmen können.

## Geschichte

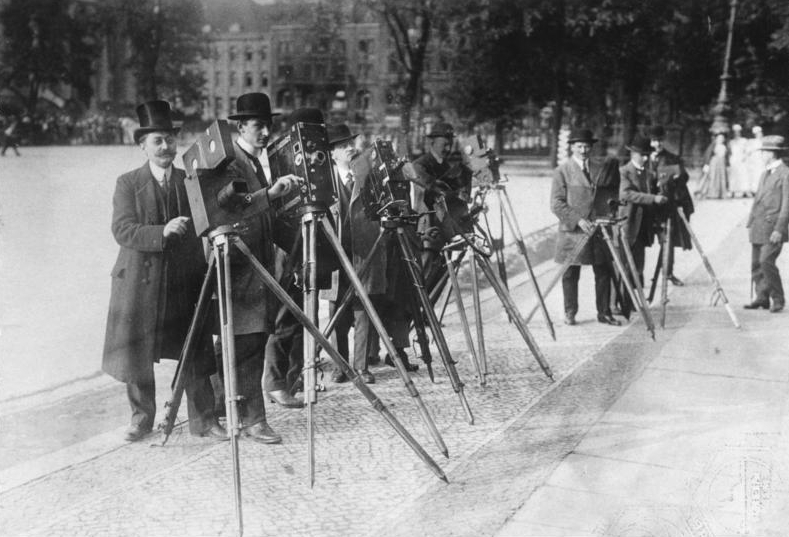
Kameramänner vor dem Berliner Stadtschloss, 1907

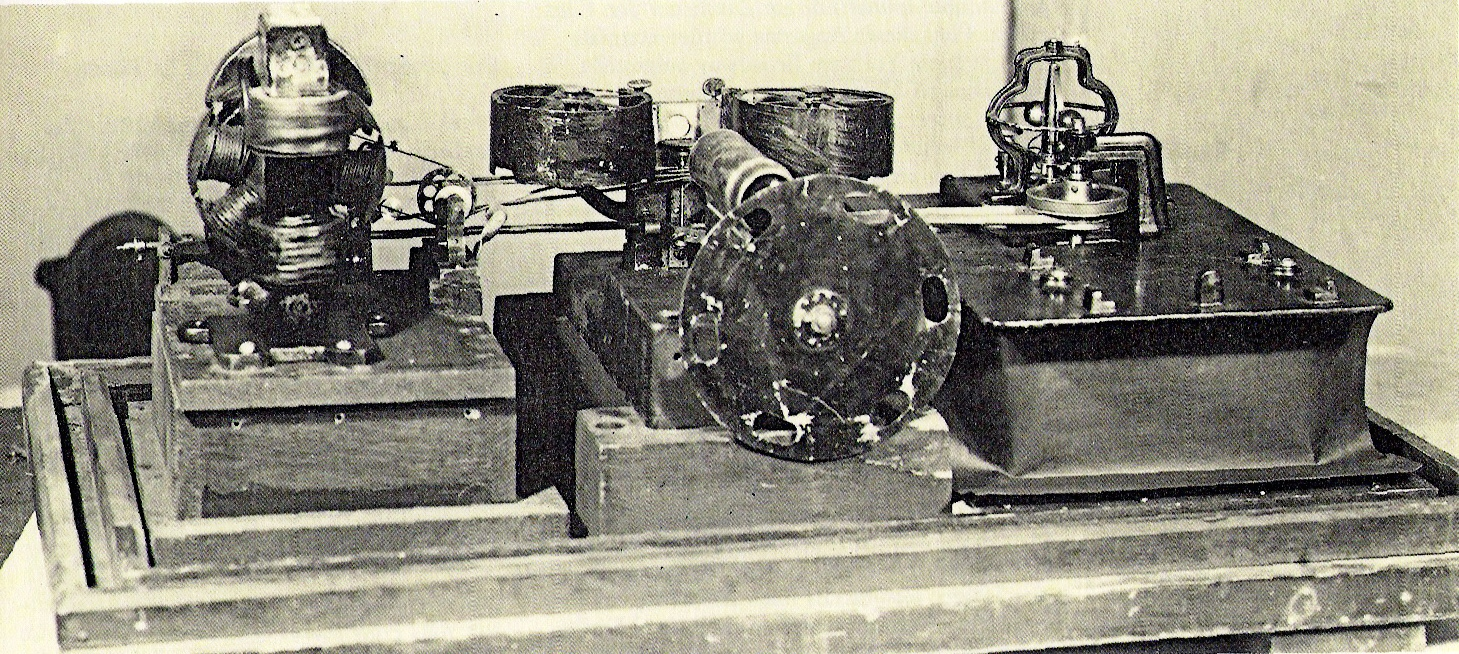
Kinetograph mit horizontalem Filmlauf, um 1891
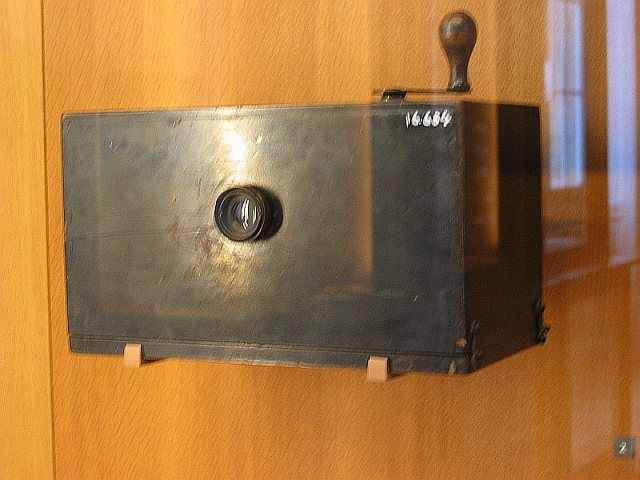
Bouly-Apparat beim CNAM, patentiert 1892
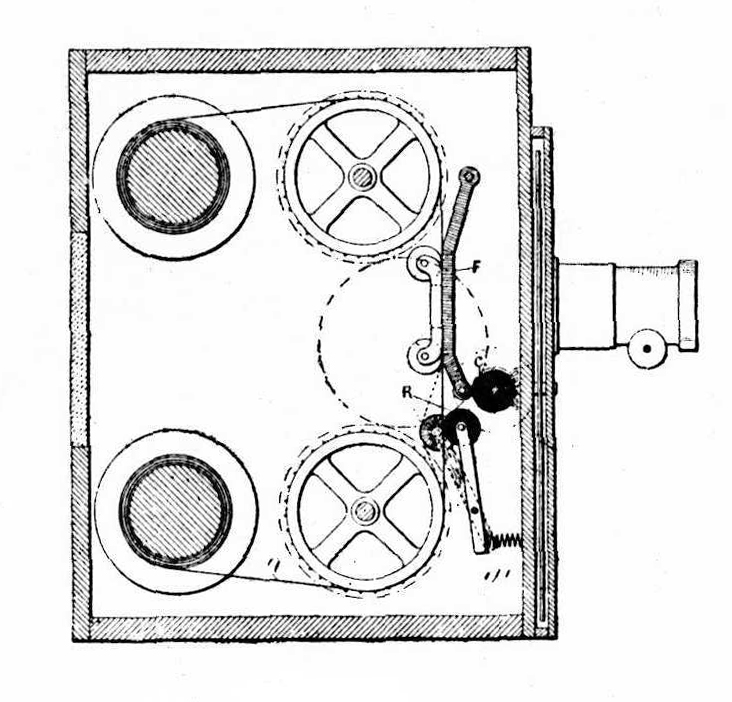
Aufrisszeichnung von Acres’ Filmkamera, patentiert 1893
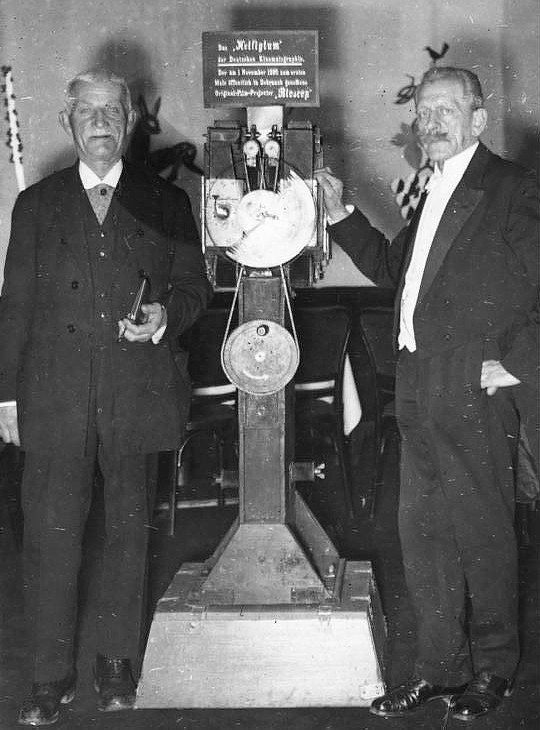
Max und Eugen Skladanowsky mit der 1892 konstruierten Filmaufnahmekamera.

Die erste Filmkamera wurde vom Pionier Louis Le Prince 1888 fertiggestellt. Fast gleichzeitig konstruierten William Friese-Greene (1888–89), William K. L. Dickson (1891), Léon Guillaume Bouly (1892), Georges Emile Joseph Démény (1893), Birt Acres (1894), Max Skladanowsky (1894–95), das Trio Charles Moisson-Brüder Lumière-Jules Carpentier (1894–95) und Newman (1896) Kine-Apparate. Der Kinetograph wurde 1890–91 von William K. L. Dickson (Chef-Ingenieur bei Thomas Alva Edison) konstruiert, von Johann Heinrich Krüsi (Mechaniker bei Edison) gebaut und 1894 in den USA patentiert.
Die Erfindung des Planfilms durch Hannibal Goodwin machte den entscheidenden Schritt von der Chronofotografie zur Kinematografie möglich. Eastman und Reichenbach in Rochester, USA, und Thomas Henry Blair in Kent, England, fabrizierten ab Sommer 1889 bzw. ab 1893 Celluloid-Rollfilm. Per Anfang 1896 verbündete sich der Fotoplatten- und Planfilmfabrikant Victor Planchon mit den Brüdern Lumière in Lyon zur Herstellung von Kinofilm.

### Wichtigste Filmtechnik-Pioniere
Louis Le Prince
William Kennedy Laurie Dickson
Léon Guillaume Bouly
Georges Emile Joseph Démény
Eugène Augustin Lauste
Birt Acres
Max Skladanowsky
Charles Moisson (1863–1943)
Brüder Lumière
Jules Carpentier
Arthur Samuel Newman
Andre Debrie
Erich Kästner
George Alfred Mitchell
Mehrere Pioniere haben mechanische Lösungen für die kinematografischen Grundaufgaben gefunden. Es geht um die Bildfrequenz, d. h. mindestens etwa 15 Momentfotografien pro Sekunde zur Bewegungsauflösung, den Bildstand, das ist möglichst ruhig stehendes Laufbild, Flimmerfreiheit und sichere Bildschärfe. Noch heute ist das Problem des Bildstandes nicht vollständig gelöst. Der Schwachpunkt liegt in der Kopiertechnik, wo man weder die Geometrie der Kamera noch die der Projektoren berücksichtigt. Video bietet gegenüber dem Film absoluten Bildstand, allerdings, weil man das elektronische Laufbild völlig anders aufbaut, was bestimmt ein nicht zu übersehender Faktor für den Erfolg der Elektronik ist.
Die Brüder Skladanowsky und Lumière stehen etwa auf gleicher Erfindungshöhe innerhalb der Chronofotografie, weil beim Bioscop der Bildstand nicht ausreicht und der Domitor auf alle Zeiten flimmern muss. Lumière-Filme flimmerfrei zu zeigen ist historisch falsch. Carpentier selbst, der den Brüdern Lumière das später Cinématographe genannte Gerät baute, besaß in Frankreich ein Patent auf mehrfache Unterbrechung des Lichtstrahls. Beim Bioscop ist dafür die Darbietung flimmerfrei.
Die Kinematografie setzt erst dann ein, wenn alle Grundaufgaben gelöst sind. Die Filmkamera wird immer noch weiterentwickelt.

### Wichtige Innovationen
- bewegte Passstifte durch Newman und Woodhead 1896 und Pierre Noguès 1897
- feste Passstifte mit den ersten Filmkameras von Bell & Howell 1909 bzw. 1911
- Sucher mit Sicht auf den Film im Bildfenster (Pathé industriel, 1905, Parvo Debrie, 1908)
- Federwerkantrieb ab 1920
- Hochgeschwindigkeitsregler für Federwerk (Bell & Howell, 1929)
- Antrieb durch Elektromotor (Bourdereau, 1924 Hodres, 1935)
- selbstgeblimpte Studiokameras für Tonfilm (Debrie 1934 und Mitchell 1935)
- Spiegelreflexsucher (Arnold & Richter, 1936)
- geräuschloser Lauf ab 1960 bei verschiedenen Produkten
- Video-Assistant

In den 1920er Jahren waren in Europa bei Filmproduktionen vor allem Kameras von Pathé, Ernemann, Debrie, Askania, und Éclair im Gebrauch. In den USA bevorzugte man hingegen technisch kompliziertere und wesentlich teurere Aufnahmegeräte, von denen die bekanntesten jene von Bell & Howell und Mitchell sind.
Neben der Perfektionierung und Verkleinerung der bestehenden Technik finden sich die meisten technischen Neuerungen der Filmkamera seit ihrer Erfindung in der verbesserten Handhabung und im Bedienkomfort.
An zwei entscheidenden Neuerungen auf dem Gebiet der Kameratechnik war Erich Kästner, Chef-Konstrukteur von Arnold & Richter, beteiligt. 1937 wurde an der Leipziger Messe ein Spiegelreflex-System präsentiert, das es zum ersten Mal ermöglichte, auch bei laufender Kamera im Sucher ein dann zwar flimmerndes, aber helles, ausschnittidentisches und seitenrichtiges Bild zu sehen.

## Aufbau

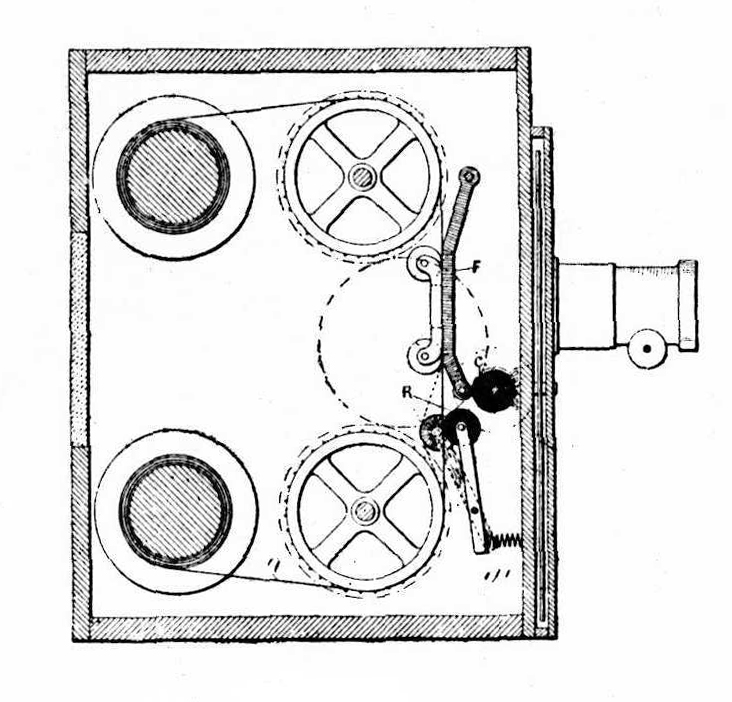
Aufriss von Acres’ Cinetic Camera (1895)

Trotz zahlreicher technischer Neuerungen seit ihrer Erfindung blieb der grundsätzliche Aufbau der Filmkamera bis heute erhalten. Ihre Elemente sind das lichtdichte Gehäuse als Camera Obscura mit Bildfenster und Optik, der Filmantrieb, der mit diesem gekoppelte Umlaufverschluss, der Sucher und Vorrichtungen zum Abspulen und Aufwickeln des Films. In fast allen Fällen sind dies wechselbare lichtdichte Film-Kassetten oder sogenannte Tageslichtspulen.
Die ursprünglichen Filmkameras waren rechteckige Kästen aus Holz, meistens Mahagoni oder Nußbaum, die, noch nicht so perfekt, schon alle diese Elemente in sich vereinten. Ende 1911 erschien die erste Ganzmetallkamera mit, so hieß das damals, «aufgesetztem Wechselmagazin», also einer Filmkassette. Nach und nach löste der Elektromotor die direkt mit dem Mechanismus verbundene Handkurbel ab. Die Begriffe Drehen, Dreharbeiten, in der Branche kurz als «Dreh» bezeichnet, sind aus der Kurbelzeit bis heute geblieben, sie werden selbst bei modernster Digitaltechnik benutzt.

## Technische Einzelheiten

Einfaches Prinzip der Funktionsweise einer Filmkamera

### Wirkungsprinzip
Das Wirkprinzip von Filmkamera, Filmprojektor und Fernseh-Filmabtaster beruht, ähnlich wie beim Daumenkino, auf der Trägheit des Auges (Nachbildwirkung), das eine Sequenz von mehr als 15 Einzelbildern  pro Sekunde als fließende Bewegung wahrnimmt.

### Belichtung
Der Öffnungswinkel des Verschlusses gibt in Abhängigkeit von der Bildfrequenz die Belichtungszeit vor. Bei der Bildfrequenz von 25 pro Sekunde beträgt die Belichtungszeit bei 180° Öffnung 1/50 Sekunde. Die Möglichkeit, den Hellsektor eines speziell dazu konstruierten Verschlusses zu verstellen, ergibt abweichende Belichtungszeiten. Ein Film wird in der Regel mit 24 Bildern pro Sekunde belichtet. Dies gilt für Kinofilme und ist in diesem Bereich der internationale Standard. Die Öffnung des Hellsektors beträgt meistens 172,8 Grad. Für eine Erstverwertung im Fernsehen wird allerdings mit 25 Bildern (Hellsektor 180 Grad) in der Sekunde gefilmt.
Die jüngste Entwicklung im Filmkamerabau ist eine Konstruktion mit dem Schaltverhältnis von 24 zu 1, was bei 24 Bildern pro Sekunde eine Fünfundzwanzigstel Sekunde Belichtungszeit mit sich bringt. Das entspricht 345,6 Grad Öffnungswinkel im Umlaufverschluss, Verdoppelung gegenüber den erwähnten 172,8 Grad.
Ursprünglich durch die Stromfrequenz von 50 Hz und die damit erzeugte Halbbildzahl in der Bildröhre filmt man auch mit 25 Bildern. Werden Kinofilme im Fernsehen ausgestrahlt, so geschieht dies ebenfalls mit 25 Bildern, was zur Folge hat, dass sich die Spielzeit des Films um 4 Prozent verkürzt. Siehe dazu auch: PAL Speed-up.

### SyncSound und MOS
Neben dem Filmformat werden professionelle Filmkameras nach unterschiedlichen Einsatzbereichen unterschieden: SyncSound-Kameras werden für Aufnahmen eingesetzt, bei denen parallel zum Bild der Ton mit einem externen Audiorekorder aufgezeichnet wird. Mit Betriebsgeräuschen von weniger als 20 dB sind sie sehr leise. Laute MOS-Kameras (als gängigstes Modell die Arri 435) kommen in der Regel nur zum Einsatz, wenn keine parallele Tonaufzeichnung notwendig ist (z. B. Werbedrehs, Highspeedaufnahmen, Effektaufnahmen, Landschaften etc.).
Die Bezeichnung MOS stammt der Legende nach aus den frühen Tagen Hollywoods: MOS bedeutete „Mitout Sound“, also stumm. Ob und welcher deutschstämmige Filmschaffende diese Bezeichnung einführte, ist nicht überliefert. Andere Deutungen erklären MOS mit „Motion Only Shot“ oder „Microphone Off Stage“.

## Der Tonfilm

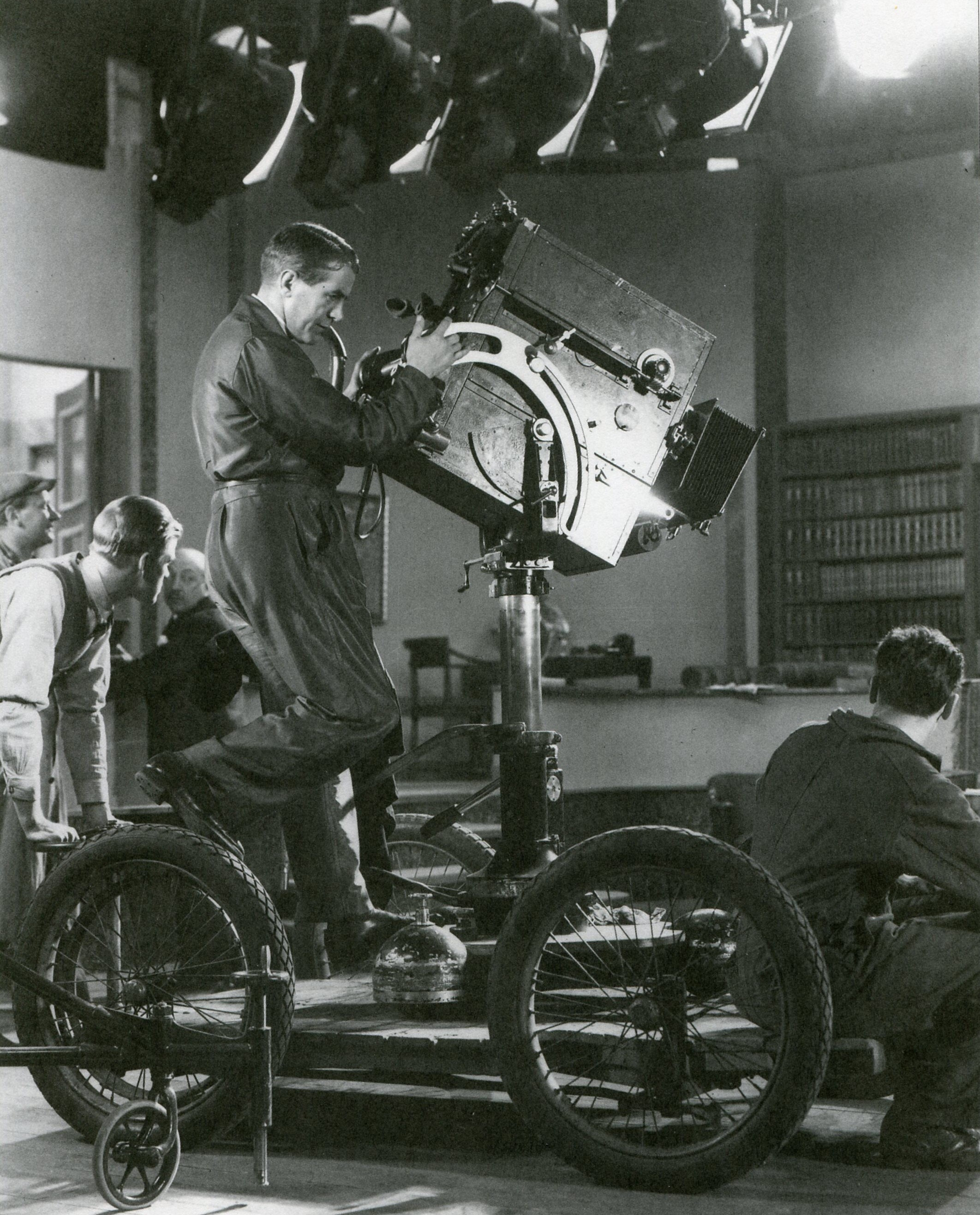
Debrie Parvo T im Blimp (1933)

Die Technik des Tonfilms erforderte zunächst Drei- oder Einphasen-Synchronelektromotoren, eine Schallabdichtung der für Tonaufnahmen zu lauten Geräte und einen Kniff zur Synchronisation von Bild und Ton. Dieser besteht aus der sogenannten Synchronklappe. Zunächst waren Tonaufnahmen nur im Studio möglich, wo die schwere und laute Kamera in einen schallgedämmten Kasten verbannt wurde. Ab Beginn der 1930er Jahre wurden Blimps entwickelt, in die sich die Kamera förmlich verpacken ließ. Die ersten Blimps waren zunächst jedoch unhandlich und behinderten die Kameraleute bei der Arbeit. Erste selbstgeblimpte und halbwegs laufleise Kameras erschienen mit der Debrie Super Parvo (1933) und der markanten Mitchell BNC (1934), sie zeichneten sich jedoch beide durch Unhandlichkeit und Kompliziertheit aus, beispielsweise besaß die Super Parvo einen koaxialen Filmlauf.

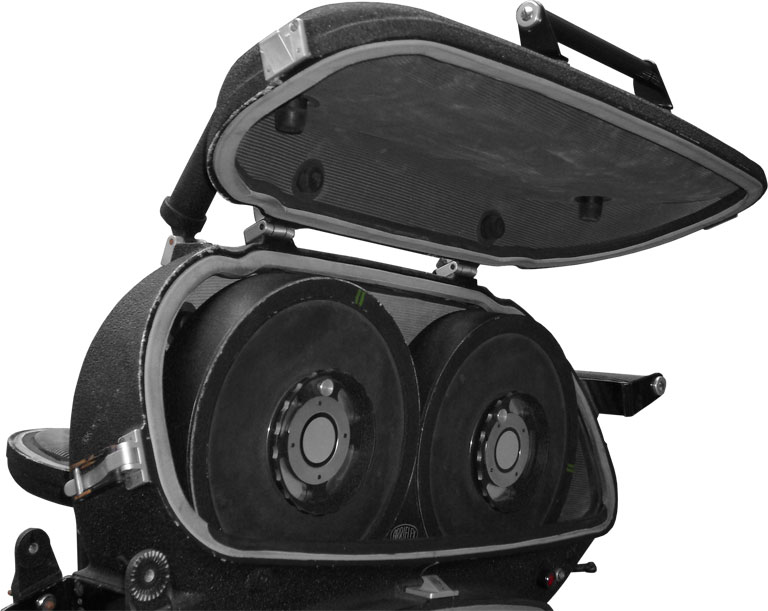
Geöffneter Arriflex 300-Blimp

Erst 1957 entstand für die Arriflex 35 II b ein halbwegs handlicher und absolut schalldichter Blimp, in den die Kamera mit wenig Aufwand eingebaut werden konnte und auch für die 16-mm-Kamera Arriflex 16 ST wurde ein Blimp entwickelt. 1960 erschien mit der Eclair NPR (Noiseless Portable Reflex) die erste selbstgeblimpte 16-mm-Film-Spiegelreflexkamera.
1968 konstruierte Joachim Gerb eine tontaugliche 35-mm-Schulterkamera (Arriflex 35 BL), welche Handkamera-Einsatz bei gleichzeitiger Tonaufnahme ermöglichte. Für die Neuerungen wurden die Konstrukteure Joachim Gerb und Erich Kästner 1974 mit dem technischen Oscar ausgezeichnet.
Heute werden Kinofilme nur mehr zum Teil auf 35-mm-Film aufgenommen, in den letzten Jahren gewinnt die Produktion mit digitalen Kinokameras immer stärker an Bedeutung. 16-mm-Film kommt im professionellen Bereich zum Teil noch bei Fernsehproduktionen zum Einsatz, wird aber auch hier mittlerweile durch die Möglichkeit der Bildaufnahme im 2k- und 4k-Format abgelöst.
Weltweit teilen sich die Firmen Arnold & Richter (ARRI) und Panavision den Markt für professionelle 35-mm-Filmkameras. Nischenhersteller wie Aäton (ehemals Eclair) und Mitchell-Fries spielen im Bereich großer Kinoproduktionen heutzutage keine Rolle mehr. Highspeed-Kameras des Herstellers Photosonics werden bei Laufgeschwindigkeiten von 360 fps (mit Greiferwerk und intermittierendem Movement) bis zu 2100 (als Prismenkamera) für Werbung, Special Effects und Forschung eingesetzt. 16-mm-Kameras werden auch von anderen Anbietern hergestellt.

## Amateurkameras
Seit etwa 1900 wurden auch Amateurkameras entwickelt. Bereits 1898 meldete Birt Acres in England ein Patent für eine Filmkamera namens Birtac an, die zunächst die halbe Breite des 35-mm-Films belichtete und nach dem Ende nochmal eingelegt wurde, um die verbliebene Hälfte zu belichten. Nach dem Entwickeln wurde der Film dann in der Mitte getrennt (sogenanntes 17,5-mm-Split). Dieses System wird damit als Vorläufer der später verbreiteten 16-mm-Kameras gesehen. Das Split hat sich beim Bild nicht durchgesetzt, ist aber später als synchron laufendes, auf einer Seite perforiertes Magnet-Tonband (Magnetfilm) während des Filmschnitts und der Mischung von 35-mm-Kinofilmen, gleiche Perforation, auferstanden.
Emanuel Goldberg entwickelte 1921 bei der ICA den Kinamo, eine sehr kompakte 35-mm-Film-Kamera, die für den wachsenden Bedarf von Amateuren und Halbprofis geeignet war. 1923 fügte er einen Federantrieb hinzu, der das Filmen mit freier Hand ermöglichte. Der Kinamo wurde von Joris Ivens und anderen Dokumentarfilmern in den späten 1920er und frühen 1930er Jahren benutzt. 1925 war die erste von ARRI gebaute Kamera eine 35-mm-Amateurkamera mit Handkurbelbetrieb (Kinarri). Das älteste System mit Sicherheitsfilm war Pathé-Baby (Weihnachten 1921) mit einer Filmbreite von 9,5 mm.
Die Blütezeit der Amateurfilmkamera dauerte von 1922 bis 1976, als eine gewisse Entwicklung durch Integration abgeschlossen war. Aus der Kurbel- und Federwerkkamera wurde mit der Zeit ein Gerät, das automatisch die Blende regelt, die Schärfe einstellt (bei wenigen Modellen), Ton auf eine Magnetpiste auf dem Rohfilm mitaufnimmt und selbst diesen noch automatisch aussteuert. Man schätzt, dass weltweit insgesamt 6 Millionen Schmalfilmkameras verkauft wurden, einschließlich jenen für sofortentwickelten Film (Polaroid Polavision).

## Schmalfilmkamera

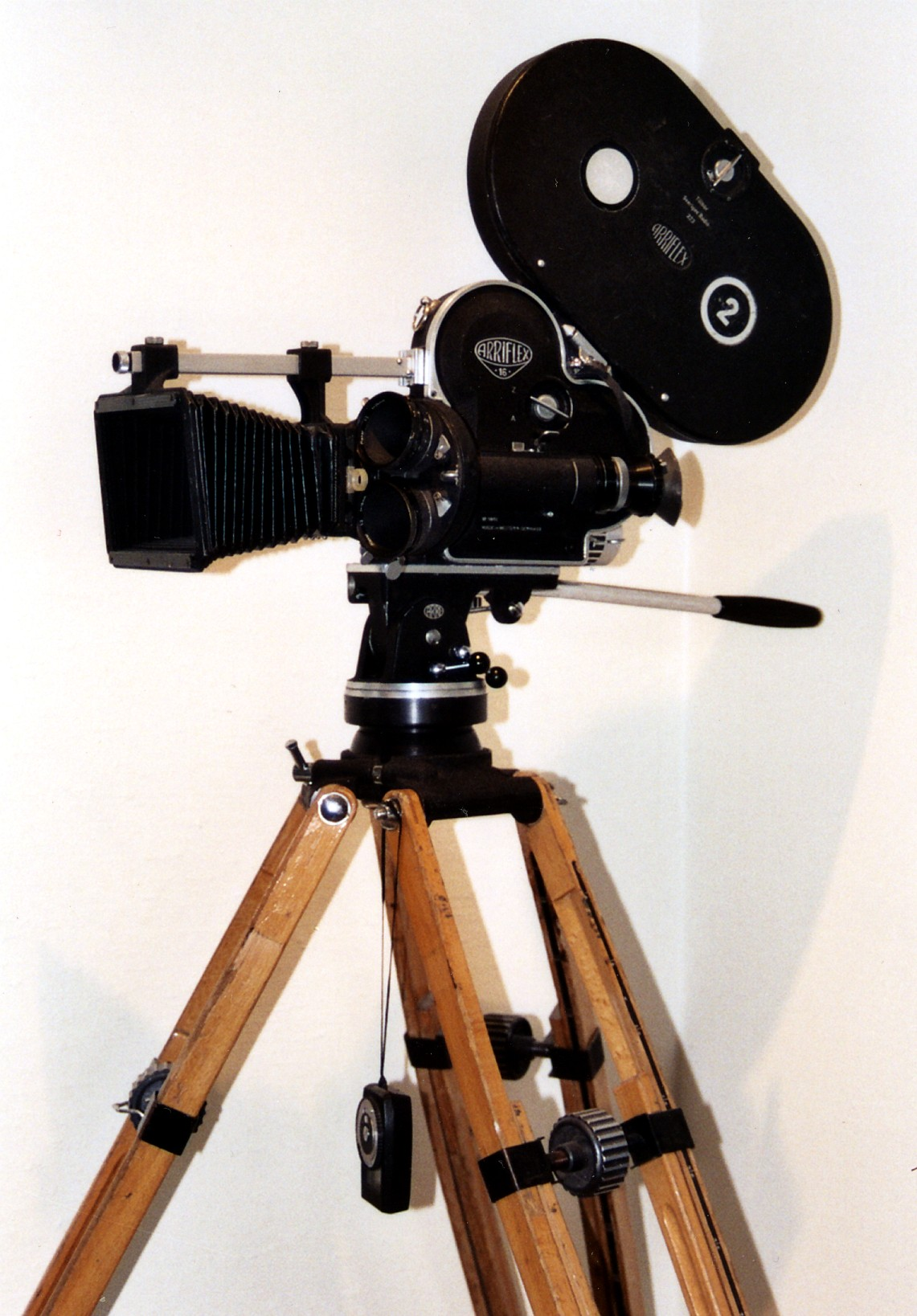
Arriflex 16 von 1972, mit Kompendium und auf Holzstativ

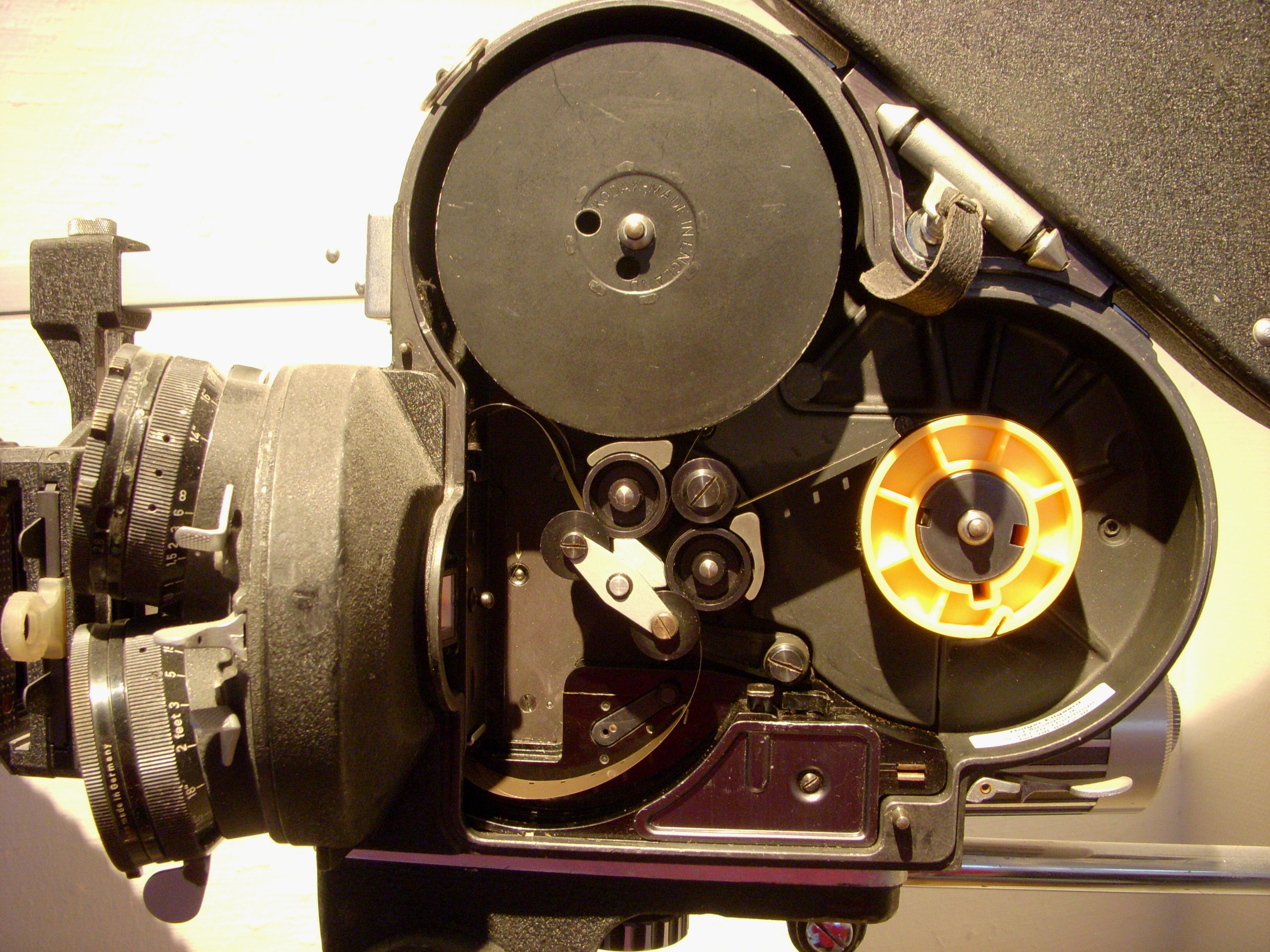
Filmführung in einer Arriflex 16

Anfang März 1923 erschien die so genannte Pathé-Baby Camera für 9,5-mm-Film, am 15. Juni 1923 als erste die Victor Cine Camera für 16-mm-Film. Noch im selben Jahr kam der Bell & Howell Filmo heraus, 1924 der Ciné-Kodak, 1925 als erste europäische Schmalfilmkamera der Ciné-Nizo.
Der schweizerische Hersteller Paillard stellte mit den Bolex-H-Modellen von 1935 bis 1969 beliebte Apparate her; sie haben einen Federwerk-Motor. Seit 1970 wird als Bolex International firmiert und heute sind noch zwei Modelle im Angebot.
Obwohl sie zunächst als Amateurkamera entwickelt worden war, fand die 16-mm-Film-Kamera wegen ihrer Handlichkeit zunehmend Einsatz in der Berichterstattung, in der Dokumentation und vor allem in der Aktualität beim Fernsehen. Hier war der 16-mm-Film bis Ende der 1980er Jahre gebräuchlich. Entsprechend gab es in der „goldenen 16-mm-Ära“ auch viele Hersteller, an der Spitze Arnold & Richter mit mehreren Arriflex-Modellen, von 1951 an die später ST genannte (ST steht zwar für Standard, da sie aber sehr laut war, heißt sie heute noch hartnäckig-trotzig die „Stumme“), später die 16 BL (BL für Blimped, eine einigermaßen handliche selbstgeblimpte und recht leise Kamera für den Stativbetrieb), dann das Nonplusultra, die sehr leise 16 SR (SR steht für Silent Reflex) mit Koaxial-Kassetten, quarzsynchron.
Legendär sind die französischen Eclair NPR (Noiseless Portable Reflex) und später die ACL, eine 16-mm-Reportage-Kamera mit der Besonderheit, zusätzlich zum Umlaufverschluss einen Pendelspiegel für den Reflexsucher zu haben. Der Chefkonstrukteur von Eclair machte sich später selbstständig und baute sozusagen einen Zwitter von ACL und der Arriflex 16 SR, die Aäton, sehr gelungen, sehr zuverlässig, aber teuer. Eine merkwürdige Rolle spielte die Kamera des amerikanischen Herstellers Cinema Products (CP) mit der sonderbaren GSMO (Gun Sight Man Operated). Sie war wegen des niedrigen Preises der Traum der Verwaltungsdirektoren, sah sehr professionell aus und hatte auch zeitgemäß Koaxial-Kassetten, aber der Film lief von der Rohfilmseite zur Exponierseite über eine Art Wendeltreppe. Das damit verbundene Schrammen-Problem war nicht in den Griff zu kriegen, die vielen teuren Nachdrehs sind bis heute unvergessen.

### Fabrikate für 9,5-mm-Film
Pathé, Ercsam, Ligonie, Beaulieu, Nizo, Ditmar, Eumig, Paillard-Bolex, Heurtier, Arnold & Richter

### Einige Marken von 16-mm-Film-Kameras
Arco, Ikonoskop, Beaulieu, Eumig, Canon, ETM, Frezzolini, Geyer, Mitchell, Debrie, Siemens & Halske, Zeiß-Ikon, Pentacon, Zenit, Revere, Keystone, Argus, Bell, Cinclox, Irwin, De Vry, Wall, Schalie-Collée, Krasnogorsk, Ensign, Suchanek-Meopta, Agfa, Paillard-Bolex, Nizo, Pathé, Facine, Bell & Howell, Kodak, Arnold & Richter, Panavision, Ansco

### Doppel-8-Kameras
Meopta, Keystone, Pentacon, Bauer, Agfa, Ditmar, Beaulieu, Ercsam, Kodak, Bell & Howell, Fairchild, Revere, Zeiß-Ikon, Carena, Christen, Paillard-Bolex, Zimmermann, Brumberger, Wittnauer, Silma, Nizo, Dralowid, Emel, Leitz, Elmo, Yashica, Yelco, Canon, Arco, Nikon, Minolta, Crown, Lévèque

### Super-8- und Single-8-Kameras
Chinon, Elmo, Canon, Agfa, Bauer, Beaulieu, Kodak, Paillard-Bolex, Eumig, Bell & Howell, Nizo, Zeiß-Ikon, Leitz, Minolta, Fujica

### Kameras für Doppel-Super-8-Film
Canon, Arnold & Richter, Zenit, Meopta, Pathé, Elmo

## Andere Kameratypen
- Digitale Kinokamera
- Elektronische Kamera
- Videokamera, Camcorder
- Fotoapparat
- digitale Kamera
- digitale Kinokamera

## Filmdokumentationen
- Visionen aus Licht. Die Geschichte der Kameraführung (Originaltitel: Visions of Light. The Art of Cinematography). Amerikanischer Dokumentarfilm (1992) von Arnold Glassman, Todd McCarthy und Stuart Samuels